# James Munyala
James Munyala (* 2. November 1952) ist ein ehemaliger kenianischer Hindernis- und Mittelstrecken- und Langstreckenläufer.
1978 gewann er über 3000 m Hindernis bei den Afrikaspielen in Algier und bei den Commonwealth Games in Edmonton Silber, jeweils geschlagen von seinem Landsmann Henry Rono.
1985 kam er beim Twin Cities Marathon auf den zweiten Platz.
1977 wurde er US-Meister über 3000 m Hindernis. Für die University of Texas at El Paso startend wurde er 1975, 1976 sowie 1977 NCAA-Meister über 3000 m Hindernis und 1978 NCAA-Hallenmeister im Meilenlauf.

## Persönliche Bestzeiten
- 1500 m: 3:38,63 min, 12. Mai 1978, Kingston
- 1 Meile: 3:59,60 min, 29. April 1978, Philadelphia
  - Halle: 3:59,81 min, 11. März 1978, Detroit
- 5000 m: 13:36,4 min, 22. April 1976, Philadelphia
  - Halle: 13:40,2 min, 8. Februar 1980,	New York City
- Marathon: 2:13:07 h, 6. Oktober 1985, Saint Paul
- 3000 m Hindernis: 8:21,59 min, 11. Juni 1977, Westwood